# Ковингтон (округ, Алабама)
Ко́вингтон (англ. Covington County) — округ в США, штате Алабама. Официально образован в 1821 году. По состоянию на 2000 год, численность населения составляла 37 631 человек. Административный центр округа — Андалужа.

## География
По данным Бюро переписи США, общая площадь округа — 2703,6 км², из которых 2677,6 км² — суша, а 26 км² или 0,96 % — это водоемы.

### Соседние округа
|                       |           | Батлер, Креншо       |
| Эскамбия, Конику      | север     | Дженива, Коффи       |
| Эскамбия, Конику      | Ковингтон | Дженива, Коффи       |
| Эскамбия, Конику      | юг        | Дженива, Коффи       |
| Окалуса (шт. Флорида) |           | Уолтон (шт. Флорида) |

## Демография
По данным переписи населения 2000 года в округе проживало 37 631 жителей, в составе 15 640 хозяйств и 10 791 семей. Плотность населения была 14 чел. на 1 квадратный километр. Насчитывалось 18 578 жилых домов. Расовый состав населения был 86,19 % белых, 12,35 % чёрных или афроамериканцев, и 0,62 % представители двух или более рас. 0,78 % населения являлись испаноязычными или латиноамериканцами.
Из 15 640 хозяйств 29,5 % воспитывают детей возрастом до 18 лет, 54,1 % супружеских пар живущих вместе, 11,3 % женщин-одиночек, 31 % не имели семей. 28,6 % от общего количества живут самостоятельно, 14,1 % — лица старше 65 лет, живущие в одиночку. В среднем на каждое хозяйство приходилось 2,37 человека, среднестатистический размер семьи составлял 2,9 человека.
Показатели по возрастным категориям в округе были следующие: 23,5 % жители до 18 лет, 8,1 % от 18 до 24 лет, 26,1 % от 25 до 44 лет, 24,3 % от 45 до 64 лет, и 17,9 % старше 65 лет. Средний возраст составлял 40 лет. На каждых 100 женщин приходилось 91,6 мужчины. На каждых 100 женщин в возрасте 18 лет и старше приходилось 88,0 мужчины.